# جون ريفيس (سياسي)
جون ريفيس (بالإنجليزية: John Edward Reeves)‏ هو قاضي ومحام بالقضاء العالي وسياسي أسترالي، ولد في 2 يناير 1952 في أستراليا. حزبياً، نشط في حزب العمال الأسترالي. وقد انتخب قاضي المحكمة الاتحادية لأستراليا ‏ (19 نوفمبر 2007 – ) وانتخب عضو مجلس النواب الأسترالي عن دائرة Division of Northern Territory ‏ (5 مارس 1983 – 1 ديسمبر 1984).